# Mission lunaire des Émirats
La Mission lunaire des Émirats (arabe : مشروع الإمارات لاستكشاف القمر) est une mission spatiale des Émirats arabes unis consistant à déposer sur la Lune un astromobile de 10 kilogrammes appelé Rashid. Le lancement de deux exemplaires est programmé. Rashid 1, embarqué sur l'atterrisseur lunaire japonais Hakuto-R M1, est lancé le 11 décembre 2022 par une fusée Falcon 9 mais s'écrase sur la Lune le 25 avril 2023. Le deuxième exemplaire, Rashid 2, doit embarquer sur une mission ultérieure qui reste à définir. L'Agence spatiale émiratie a annoncé ce projet en 2020. L'astromobile, qui doit parcourir une distance comprise entre quelques centaines de mètres et quelques kilomètres à la surface de la Lune, doit étudier la surface durant une journée lunaire (14 jours terrestres) à l'aide de plusieurs instruments scientifiques.

## Contexte
Les Émirats arabes unis ont commencé à développer un programme spatial national à compter de 2006. Aboutissement d'une politique très ambitieuse pour un pays de cette taille (10 millions d'habitants), ils développent depuis 2004 une mission martienne (EMM) qui a été placée en orbite autour de Mars en février 2021. Dans ce contexte, les Émirats ont annoncé en septembre 2020 le développement d'un petit astromobile (rover), baptisé Rashid, qui doit se poser sur la Lune en 2024 et en explorer la surface. Contrairement à la sonde spatiale EMM, qui a été pour l'essentiel construite par des centres universitaires américains, les responsables émiratis ont pour objectif de concevoir et de construire l'astromobile localement au sein du centre spatial émirati. L'objectif principal est donc technologique, toutefois des objectifs scientifiques ont été également retenus avec l'emport de plusieurs instruments. Les Émiratis ont prévu de confier la construction de l'engin spatial chargé de déposer l'astromobile sur la surface à un partenaire qui reste à désigner,.

## Caractéristiques techniques
L'architecture de l'astromobile Rashid, compte tenu de sa masse de 10 kilogrammes (plus de dix fois inférieure au rover Chang'e 4 chinois), doit être relativement simple. L'énergie est fournie par des panneaux solaires. Il est prévu que celui-ci emporte néanmoins trois instruments principaux qui réaliseront notamment, : 
- l'analyse des propriétés thermiques du régolithe à l'aide d'une caméra thermique qui permettra valider sur le terrain les mesures effectuées par les orbiteurs ;
- l'analyse de la structure et de la taille de la poussière lunaire à l'échelle microscopique (50 microns) à l'aide d'un microscope ;
- l'étude à l'aide d'une sonde de Langmuir du plasma des électrons proches de la surface qui ont été chargées électriquement par le vent solaire.

L'astromobile doit aussi emporter une expérience permettant de mesurer la manière dont la poussière lunaire colle à la surface de différents types de matériaux. Enfin, il emporte plusieurs caméras à haute résolution pour répondre à la fois à des besoins scientifiques et de navigation, fournies par l'agence spatiale française, le Centre national d'études spatiales,.

## Déroulement de la mission
L'astromobile doit être déposée à la surface de la Lune sur un site situé entre les latitudes 45° nord et 45° sud sur la face visible de la Lune. Ce choix permet d'établir des communications directes avec la Terre. Cette partie de la Lune est également moins périlleuse au moment de l'atterrissage que les régions polaires qui comportent de nombreuses roches en surface. Le lieu d'atterrissage précis doit être choisi parmi cinq sites qui ont été présélectionnés. La mission doit durer 14 jours terrestres (une journée lunaire) car il est peu probable que l'astromobile parvienne à survivre à la longue nuit lunaire durant laquelle la température plonge sous les −173 °C. L'astromobile devrait parcourir une distance comprise entre quelques centaines de mètres et quelques kilomètres.

## Rashid 1
Rashid 1 doit être déposé par l'atterrisseur lunaire japonais Hakuto-R, qui est lancé le 11 décembre 2022 par une fusée Falcon 9, à la surface de la Lune dans Lacus Somniorum, une plaine basaltique située à une latitude moyenne  (47,5° Nord, 44,4° Est). Ce site a été choisi parce qu'il comporte peu de rochers susceptibles de faire échouer l'atterrissage et parce qu'il est caractérisé par une grande diversité des formations géologiques,.
Rashid 1 est un petit astromobile de 10 kilogrammes comportant quatre roues dont l'énergie est fournie par des panneaux solaires d'une surface de 53 x 53 centimètres. Il transporte trois caméras CASPEX à haute résolution fabriquées en France, une caméra infrarouge CAM-T avec une résolution de 80 x 64 pixels et un champ de vision de 38 x 31°, un microscope CAM-M pour étudier le régolithe et des sondes de Langmuir pour étudier le plasma. Les caméras CASPEX développées par l'agence spatiale française CNES et la société 3D PLUS ont une résolution spatiale de 2 048 × 2 048 pixels et un champ de vue de 85 degrés. Deux de ces caméras sont en position fixe à l'avant et à l'arrière de l'astromobile et la troisième est positionnée à l'extrémité d'un mât déployable). Rashid a une vitesse de déplacement maximum de 10 centimètres par seconde et il peut franchir des obstacles de 10 cm de haut et des pentes allant jusqu'à 20 degrés. Une fois l'atterrisseur posé à la surface de la Lune, l'astromobile est déposée sur le sol à l'aide d'un bras articulé.
Cependant, lors de la phase finale de l'atterrissage, Hakuto-R M1 s'écrase sur la Lune, le 25 avril 2023.

## Rashid 2
Un deuxième exemplaire de l'astromobile doit embarquer sur une mission ultérieure qui reste à définir. Le choix de la sonde spatiale chinoise Chang'e 7, qui doit être lancée vers 2025, semble écarté en raison des règlements ITAR,,.